# (305) Gordonia
(305) Gordonia est un astéroïde de la ceinture principale découvert par Auguste Charlois le 16 février 1891 à Nice.